# قشرة مخية
القشرة المخية هي الطبقة السطحية من نصف كرة المخ لدى الثدييات. والقشرة المخية لدى الأنسان تتكون من المادة الرمادية والتي يتألف معظمها من العصبونات الهرمية مرتـّبة في 6 طبقات فيما يعرف القشرة الجديدة. وهذا الترتيب هو ما يجعل مخ الأنسان معقدا وقادرا على الفهم والاستيعاب. كما يتيح هذا الترتيب إلى تقسيم المهام المختلفة إلى مختلف مناطق القشرة والتي سيتم ذكرها لاحقاً. كما أن القشرة المخية تتكون من الأخاديد والتلافيف التي تساعد على زيادة مساحة القشرة بشكل كبير (ثلثي القشرة تقع في الأخاديد). كما تستعمل الأخاديد - تشريحياً - في تقسيم المخ إلى مناطق وظيفية، بحيث تكون كل منطقة مسؤولة عن وظيفة محددة مما يزيد التخصص والدقة في عمل الدماغ البشري. على الرغم من كمية المهام التي تؤديها القشرة فسماكتها تتراوح بين 2-4 مليمتر.

## التكوين الجنيني

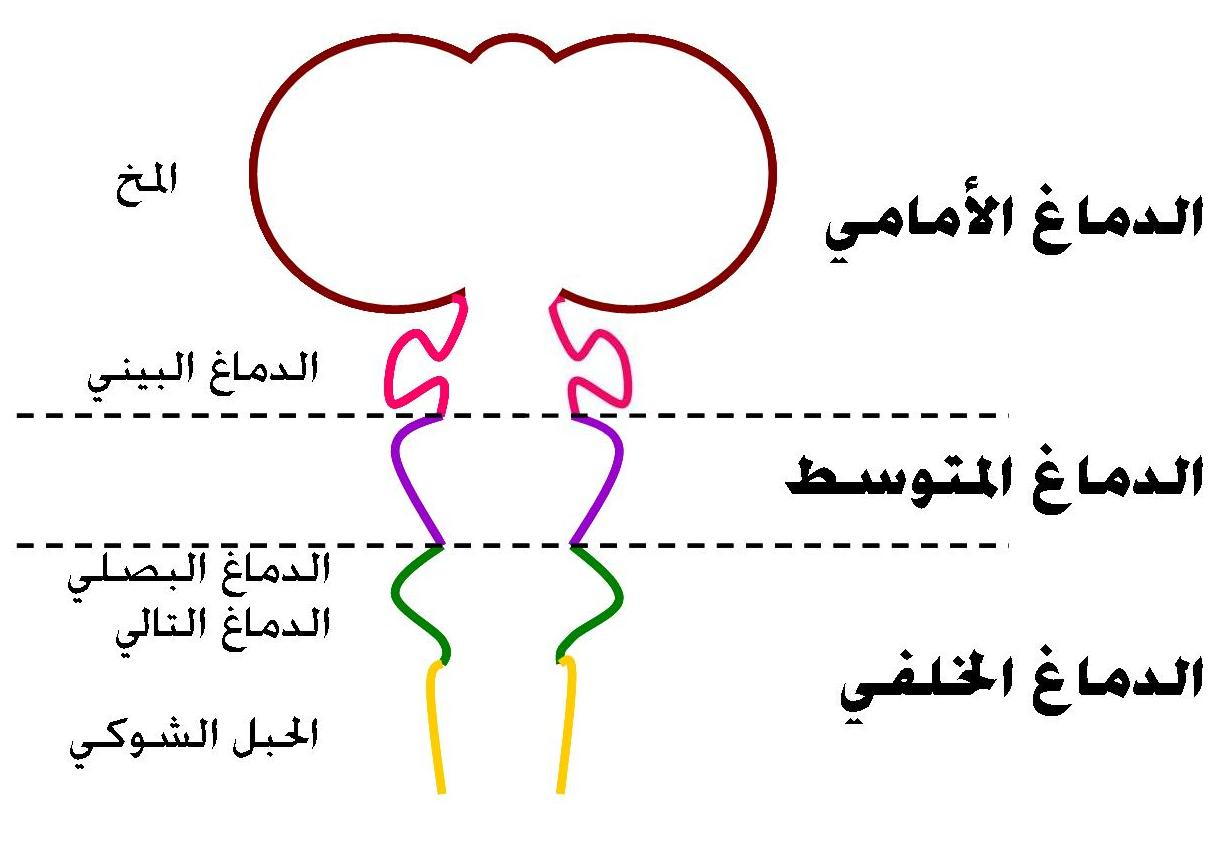
التكوين الجنيني للدماغ ويلاحظ الأقسام الرئيسية لدماغ الكائنات الفقارية

تتكون القشرة المخية من الجزء الأمامي اللوح العصبي (بالإنجليزية: Neural plate)‏ وهي جزء متخصص في الأديم الخارجي. في الأيام 18 إلى 20 من التكوين الجنيني يتكون أخدود يسمى الأخدود العصبي (بالإنجليزية: Neural groove)‏ في منتصف اللوح العصبي. وفي طرفي الأخدود تتكون طيتان عصبيتان تدعى كل منهما العرف العصبي (بالإنجليزية: Neural crest)‏ واللتان مع مرور الوقت تلتحمان وتكونان القناة العصبية (بالإنجليزية: neural tube)‏. الفراغ داخل القناة يكون فيما بعد البطينات بينما الخلايا الطلائية المكونة لجدار القناة تنمو لتكون العصبونات والخلايا المساعدة (النيوروجليا). تنمو مقدمة القناة العصبية بعد ذلك لتكون دماغ أمامي ودماغ متوسط ودماغ خلفي بينما مؤخرة القناة تنمو لتكون الحبل الشوكي. والخلايا العصبية المكونة للدماغ الأمامي تكون نصفي كرة المخ ومن بينهما القشرة المخية.

## وظائف القشرة المخية

فصوص الدماغ:
فص صدغي
الفص القذالي
الفص الجداري
الفص الجبهي

### الحواس
تقع منطقة الأحساس الرئيسية (2,1,3) في التعرج خلف المركزي في الفص الجداري (بالإنجليزية: Parietal lobe)‏ وتستقبل هذه المنطقة أحاسيس الألم والحرارة والأحساس واللمس والذوق. ويكون الجزء الباقي من الفص الجداري منطقة الترابط الجدارية وهي المنطقة التي نعرف بها معنى الأحساس. بينما يتم استقبال الأحساس السمعي في المنطقة الحسية للسمع (42,41) في الفص الصدغي (بالإنجليزية: Temporal lobe)‏. ويتم معرفة معنى الصوت في منطقة الترابط السمعية (22) وتحتل معظم التلفيف الصدغي العلوي. ويتقع المنطقة الحسية للرؤية (17) في الفص القذالي (بالإنجليزية: Occipital lobe)‏ ويحيطها منطقة الترابط البصرية (18,19) والتي تحلل وتعطي معنى لما نراه.

### الحركة
يتم التحكم بالحركة الأرادية في الفص الجبهي (بالإنجليزية: Frontal lobe)‏ للدماغ. ويقوم كل نصف من الدماغ بالتحكم بحركة النصف المقابل من الجسم. وتقع المنطقة الحركية (4) أمام الأخدود المركزي. ويتمثل الجسم بصورة مقلوبة في هذه المنطقة، بحيث تكون منطقة التحكم بالرجلين في أعلى المنطقة الحركية بينما منطقة التحكم في عضلات الوجه واليذين في أسفلها. وتختلف مساحة المناطق بأختلاف دقة الحركة للعضو. فمثلاً اليدين - والأبهام بشكل خاص - يشكلون المساحة الأكبر في المنطقة الحركية نظراً لدقة حركات اليد بينما الرجل - على الرغم من كبر عضلاتها - تشكل مساحة أصغر. تقوم المنطقة أمام الحركية (6) بتهذيب وزيادة دقة حركات الجسم كما تقوم بتعلم أنماط الحركة الجديدة. المنطقة الحركية للعين (8) وهي المنطقة المسؤولة عن حركات العين. منطقة بروكا الحركية (44) للكلام تقع في الجزء الخلفي من التلفيف الجبهي السفلي في نصف كرة المخ الأيسر (في معظم الناس) قريبة من منطقة الحنجرة واللسان والشفاة (المنطق الضرورية للكلام) في المنطقة الحركية. منطقة الترابط الجدارية لا تشترك بصورة مباشرة في الحركة ولكنها تنسق حركة الجسم ضمن الفضاء (أو المساحة) المحيطة بالأنسان.

### وظائف أخرى
تشغل منطقة الترابط الجبهية معظم السطح الوحشي للفص الجبهي. وتقوم هذه المنطقة بحل المشاكل وتخزين الذاكرة التشغيلية. كما تقوم مناطق أخرى بالفص الجبهي بالتحكم بالنشاط اللاإرادي وبالسلوك العاطفي.

## التطور
من بين كل مناطق الدماغ، تُظهِر القشرة المخية أكبر التغيرات التطورية، وهي المنطقة الأحدث تطوريًا. الدارات العصبية في البصلة السيسائية (النخاع المستطيل) بقيت على حالها، وحافظت على وظائفها الضرورية كتنظيم معدل ضربات القلب ومعدل التنفس، بخلاف الكثير من مناطق القشرة المخية التي لا تشكل ضرورة للبقاء على قيد الحياة. ولذلك تطورت القشرة المخية فظهرت فيها مناطق جديدة وتغيرت مناطق أخرى، وبشكل خاص الباحات الترابطية التي لا تتلقى مدخلات مباشرة من خارج القشرة.
تقدم فرضية الوحدة الشعاعية والفرضية المتصلة بها «فرضية الخارطة البدئية» تفسيرات نظرية لتطور القشرة المخية، وأول من قدمها راكيك. تنص فرضية الوحدة الشعاعية على أن المناطق القشرية الجديدة تشكلت بإضافة وحدات شعاعية جديدة، وهو ما حدث على مستوى الخلايا الجذعية. تنص فرضية الخارطة البدئية على أن السمات الخلوية والجزيئية وخصائص الخلايا العصبية في كل منطقة قشرية تحددها الخلايا الجذعية القشرية، المعروفة باسم الخلايا الدبقية الشعاعية، في خارطة أولية. يتحكم بهذه الخارطة بروتينات الإشارات المفرَزة وعوامل النسخ مع الاتجاه.

## الوظيفة
ترتبط القشرة المخية ببنى تحت قشرية مختلفة كالمهاد والنوى القاعدية، وترسل إليها المعلومات من خلال الألياف الصادرة وتتلقى المعلومات منها عبر الألياف الواردة. تمر معظم المعلومات الحسية المتجهة إلى القشرة المخية عبر المهاد. باستثناء المعلومات الشمية التي تمر عبر البصلة الشمية إلى القشرة الشمية (القشرة الكمثرية). تتجه معظم الارتباطات من باحة قشرية إلى أخرى، لا من المناطق تحت القشرية؛ ادعى برايتنبيرغ وشوز (1998) أن في الباحات الحسية الأولية، على المستوى القشري حيث تنتهي الألياف الواردة، توفر الألياف الواردة خارج القشرية ما يصل إلى 20% من المشابك العصبية، ولكن النسبة على الأرجح أقل بكثير في الباحات والطبقات الأخرى.

### الباحات القشرية
تقسم القشرة المخية بأكملها إلى 52 باحة مختلفة وفق صورة أولية قدمها كوربينيان برودمان. تُعرف هذه المناطق باسم باحات برودمان، تبعًا للبُنيان الخلوي (العمارة الخلوية) بالإضافة إلى دورها في الوظائف المختلفة. مثل باحة برودمان 17 وهي القشرة البصرية الأولية.
بالعموم، توصف القشرة عادة بأنها مؤلفة من ثلاثة أجزاء: الباحات الحسية والحركية والترابطية.

#### الباحات الحسية
الباحات الحسية هي المناطق القشرية التي تستقبل المعلومات من الحواس وتعالجها. تسمى الأجزاء القشرية التي تتلقى مُدخلات حسية من المهاد الباحات الحسية الأولية. تُستقبل المعلومات الحسية البصرية والسمعية واللمسية من قبل القشرة البصرية الأولية والقشرة السمعية الأولية والقشرة الحسية الجسدية الأولية على التوالي. يتلقى نصفا الكرة المخية معلومات من الجانب المقابل (المعاكس) من الجسم. فمثلًا، تتلقى القشرة الحسية الجسدية الأولية اليمنى معلومات من الطرفين الأيسرين، وتتلقى القشرة البصرية اليمنى معلومات من المجال البصري الأيسر. يعكس تنظيم الخرائط الحسية في القشرة المخية خرائط الاستقبال في العضو الحسّي المقابل، وهو ما يسمى خارطة طوبوغرافية. تكون مثلًا النقاط المتجاورة في القشرة البصرية الأولية متوافقة مع النقاط المتجاورة في شبكية العين. تسمى هذه الخريطة الطوبوغرافية خريطة التوضع الشبكي. وبطريقة مشابهة، توجد خريطة للتوضع النَغَمي في القشرة السمعية الأولية وخريطة للتوضع الجسدي في القشرة الحسية الجسدية الأولية. تُمثل الخريطة الطوبوغرافية للجسم على التلفيف خلف المركزي بصورة بشرية مشوهة، تُسمى أنيسان القشرة. يعكس امتداد أجزاء الجسم على الباحة الحسية الجسدية كثافة التعصيب في المنطقة الجسمية الموافقة. تكون المناطق غزيرة التعصيب الحسي، مثل نهايات الأصابع والشفاه، ممتدة على منطقة قشرية واسعة، لمعالجة الإحساس الدقيق الذي يجري فيها.

#### الباحات الحركية
تقع الباحات الحركية في نصفي الكرة المخية من القشرة. ترتبط المناطق الحركية بشكل كبير بالتحكم بالحركات الإرادية، وبشكل خاص الحركات المجزأة الدقيقة التي تنفذها اليد. يسيطر النصف الأيمن من الباحة المحركة على الجانب الأيسر من الجسم، والعكس بالعكس.
يوجد نوعان من المناطق المحركة (الباحات الحركية):
- القشرة الحركية الأولية، التي تنفذ الحركات الإرادية.
- المناطق الحركية الإضافية والقشرة أمام الحركية، التي تختار الحركات الإرادية.

بالإضافة إلى ذلك، وُجدت وظائف حركية في:
- القشرة الجدارية الخلفية، التي توجه الحركات الإرادية مكانيًا.
- قشرة الفص الجبهي الظهراني، التي تقرر الحركات الإرادية التي يجب أداؤها لتحقيق الأوامر العليا والقواعد والأفكار الذاتية.

توجد تحت القشرة المخية كتل من المادة الرمادية مترابطة فيما بينها تسمى العقد القاعدية (أو النوى القاعدية). تتلقى النوى القاعدية مدخلات من المادة السوداء في الدماغ المتوسط والباحات الحركية في القشرة المخية، وترسل إشارات إلى كلا هذين الموقعين. وتشارك هذه النوى في التحكم الحركي. توجد على جانبي المهاد. المكونات الرئيسة للنوى القاعدية هي النواة المذنبة والبطامة والكرة الشاحبة والمادة السوداء والنواة المتكئة والنواة أسفل المهاد. تسمى البطامة والكرة الشاحبة معًا النواة العدسية، لأنهما تشكلان جسمًا على هيئة عدسة. تسمى البطامة والنواة المذنبة معًا الجسم المخطط بسبب مظهرهما المخطط.

#### الباحات الترابطية
الباحات الترابطية هي الأجزاء من القشرة المخية التي لا تنتمي إلى الباحات الرئيسية. وظيفتها إنتاج تجربة إدراكية للعالم ذات معنى، وتمكننا من الاستجابة بفعالية، وتدعم التفكير المجرد واللغة. تدمج الفصوص الجدارية والصدغية والقفوية، التي تقع في الجزء الخلفي من القشرة المخية، المعلومات الحسية والمعلومات المخزنة في الذاكرة. يشارك الفص الجبهي أو معقد الارتباط أمام الجبهي في التخطيط للأفعال والحركة، وفي التفكير المجرد. وبشكل عام، تنظم الباحات الترابطية على هيئة شبكات موزعة. تربط كل شبكة الباحات الممتدة على أجزاء واسعة من القشرة. تتواجد شبكات متميزة متجاورة بشكل منظم لتشكيل سلسلة معقدة من الشبكات المترابطة. يدور النقاش بخصوص التنظيم الدقيق للشبكات الترابطية، وتظهر الأدلة تفاعلات وعلاقات هرمية وتنافسية بين الشبكات.
عند البشر، تكون الشبكات الترابطية مهمة بشكل خاص في اللغة. افتُرض في الماضي أن القدرات اللغوية وتحديدًا التعبير اللغوي متوضع في باحة بروكا في التلفيف الجبهي السفلي الأيسر، بي إيه 44 وبي إيه 45، وأن استقبال اللغة متوضع في باحة فيرنيكه، بي إيه 22. تبين أن عمليات التعبير اللغوي والاستقبال تحدث في مناطق أخرى أيضًا، كالباحة حول الثلم الوحشي والفص الجبهي والنوى القاعدية والمخيخ والجسر.

## وصلات خارجية
- صور لشريحة دماغية مصبوغة تُشمل "cerebral cortex" على مشروع برين مابز [الإنجليزية]‏